# Ernesto Alfaro
Ernesto Alfaro, född 10 mars 1946, är en friidrottare från Colombia. Han deltog vid olympiska sommarspelen 1976 och olympiska sommarspelen 1980.